# تيودور شيريلا
تيودور شيريلا (بالرومانية: Tudor Chirilă)‏ هو ممثل روماني، ولد في 28 مايو 1974 ببوخارست في رومانيا.

## وصلات خارجية
- تيودور شيريلا على موقع IMDb (الإنجليزية)
- تيودور شيريلا على موقع قاعدة بيانات الأفلام العربية
- تيودور شيريلا على موقع ألو سيني (الفرنسية)
- تيودور شيريلا على موقع ميوزك برينز (الإنجليزية)
- تيودور شيريلا على موقع أول موفي (الإنجليزية)
- تيودور شيريلا على موقع قاعدة بيانات الأفلام السويدية (السويدية)
- تيودور شيريلا على موقع ديسكوغز (الإنجليزية)
- تيودور شيريلا على موقع قاعدة بيانات الفيلم (الإنجليزية)
- تيودور شيريلا على موقع كينوبويسك (الروسية)